# 田子千尋
田子 千尋（たご ちひろ、1958年12月18日 - ）は、東京都立川市出身でベルベットオフィス所属の男性ナレーター・ラジオパーソナリティ・リポーター・スタジアムDJ。
父親はアメリカ人、母親は日本人。身長180cm。体重85kg。星座：射手座。
モデルとしてデビュー。TBSの格闘技番組関連のVTRナレーションで知られている。

## 出演

### ナレーション
- Dynamite!
- HERO'S
- SMAP×SMAP
- イノキボンバイエ
- 島田検定!! 国民的潜在能力テスト
- ダウンタウンのガキの使いやあらへんで!!
- 月曜エンタぁテイメント
- スーパーJチャンネル
- 夜のワイド魂
- いきなり結婚生活
- 明石家さんちゃんねる
- 峰竜太のホンの昼メシ前
- ココリコミリオン家族
- TVチャンピオン2
- K-1 WORLD MAX
- ウエンズデー J-POP
- SWITCH MUSIC
- ツッコミ日本代表2006
- 遭遇難易度ランキングTV
- 夜のワイド魂
- NNN Newsリアルタイム
- 久米宏のテレビってヤツは!?
- トキめけ!ウィークワンダー
- 格闘王
- 格闘王子
- 地頭クイズ ソクラテスの人事
- Take Me Out
- Mars TV
- わがまま!気まま!旅気分（東海テレビ制作分）
- 全国高等学校クイズ選手権
- 最強の頭脳 日本一決定戦! 頭脳王
- 鶴瓶のうるさすぎる新年会（2015年1月1日）
- 歴史ミステリー 日本の城 見聞録  (BS朝日)
- 日曜ビッグバラエティ
  - 緊急SOS!池の水ぜんぶ抜く大作戦
  - 緊急SOS!!最強探知機で日本の"お宝"ぜんぶ掘る大作戦
- BOAT RACEプレミア（ビッグレース（SG・プレミアムGI）時担当）
- 朝日奈央のキラめきスポーツ〜キラスポ〜

### ラジオ
- SOUND PORT
- 田子ちひろの突撃!?ラジオモンスター
- DoCoMo SOUND PORT（横浜エフエム放送）

### その他
- 洗礼
- 世界卓球2007
- リポビタンD
- Jリーグ 湘南ベルマーレスタジアムナビゲーター（2003年 - 現在）
- JFL ガイナーレ鳥取スタジアムナビゲーター（2007年 - 2009年：不定期）
- 有吉反省会（2018年9月1日、日本テレビ）